# 于坚
于坚（1954年—），云南昆明人，中国现代诗人。曾经当过工人，1984年毕业于云南大学中文系。
于坚20岁时开始创作诗歌，25岁时开始发表公开诗歌作品。1985年与韩东等创立了诗刊《他们》。于坚的成名作是《尚义街六号》（1986年），其另一首长诗《O档案》（1994年）被称作现代诗歌的新里程碑。

## 主要作品
- 《诗六十首》
- 《对一只乌鸦的命名》
- 《一枚穿过天空的钉子》（台北）
- 《作为事件的诗歌》（荷兰语版）
- 《飞行》（西班牙语版）
- 文集《棕皮手记》
- 《云南这边》